# Liste von Persönlichkeiten der Stadt Flensburg
Die Liste von Persönlichkeiten der Stadt Flensburg umfasst die von der Stadt zu Ehrenbürgern ernannten Persönlichkeiten, die Söhne und Töchter der Stadt sowie die mit der Stadt verbundenen Persönlichkeiten.

## Gesonderte Personengruppen
- Die Stadtoberhäupter sind hauptsächlich in der Liste der Stadtoberhäupter von Flensburg zu finden.
- Die Kommandeure der Marineschule Mürwik sind vollständig in der Liste der Kommandeure der Marineschule (Kiel und Mürwik) aufgeführt.

## Ehrenbürger

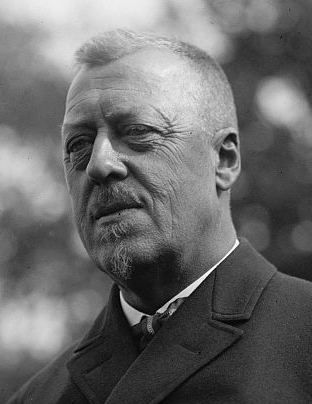
Der 1868 in Flensburg geborene Hugo Eckener, Konstrukteur von Luftschiffen wie der LZ 129 „Hindenburg“ und Anwärter auf den Posten als Reichspräsident, wurde 1924 zum Ehrenbürger ernannt.

Die Stadt Flensburg hat folgenden Personen das Ehrenbürgerrecht verliehen (chronologisch nach Zeitpunkt der Verleihung):

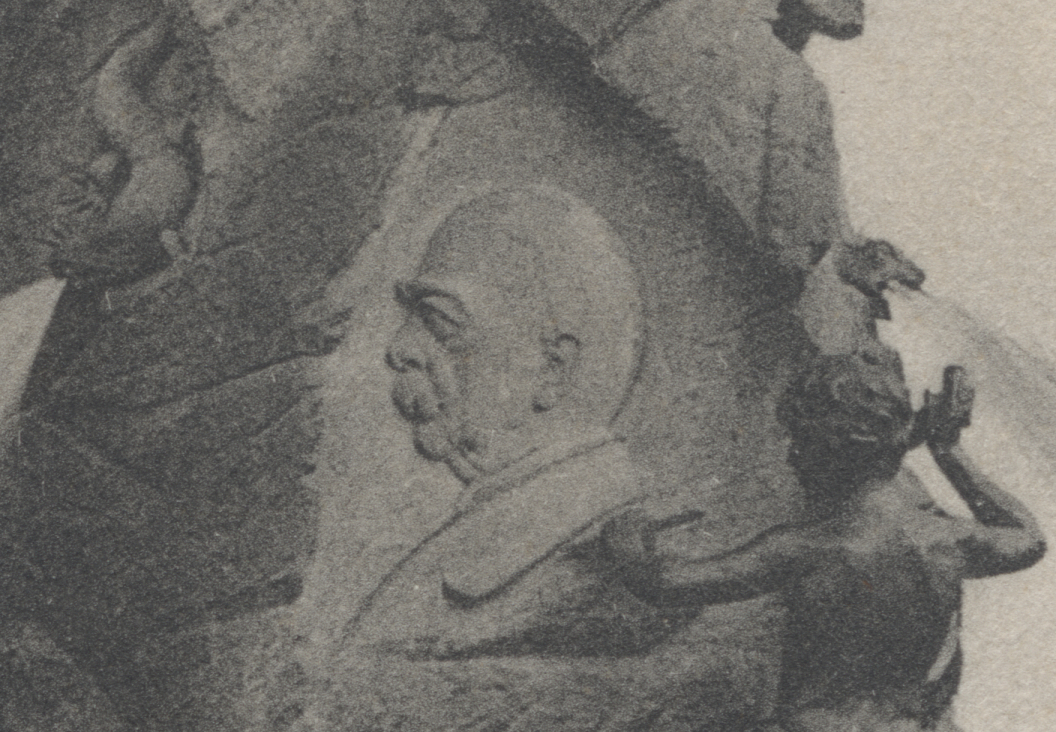
Bismarck-Relief des Südermarktbrunnens, der heute nicht mehr existiert

- 1851: Friedrich Ferdinand Tillisch, Minister für das Herzogtum Schleswig
- 1857: Christian Rönnekamp, Kaufmann und Reeder
- 1867: Edwin von Manteuffel, Gouverneur des preußischen Königs
- 1872: Karl von Wrangel, General, der „Trommler von Kolding“; zudem existiert von ihm seit 1903 ein Denkmal im Stadtpark[1]
- 1895: Otto Fürst von Bismarck, Reichskanzler
- 1911: Friedrich Wilhelm Selck, Kommerzienrat
- 1917: Heinrich Schuldt, Stadtrat und Schiffsreeder
- 1924: Hugo Eckener, Luftfahrtpionier
- 1930: Hermann Bendix Todsen, Oberbürgermeister unter dem sich die Stadt durch Eingemeindungen, insbesondere Mürwik, erheblich vergrößerte
- 1937: Wilhelm Frick, deutscher Innenminister und Nationalsozialist. Am 24. Januar 1994 distanzierte sich der Rat der Stadt Flensburg von dieser Entscheidung.[2]
- 1937: Friedrich Andersen, Theologe und nationalsozialistischer Kommunalpolitiker. Am 24. Januar 1994 distanzierte sich der Rat der Stadt Flensburg von dieser Entscheidung.[2]
- 2015: Renate Delfs, Volksschauspielerin[3]
- 2022: Manfred Werner, Ehrenamtler, Mitgründer der SG Weiche-Handewitt

## In Flensburg geborene Persönlichkeiten

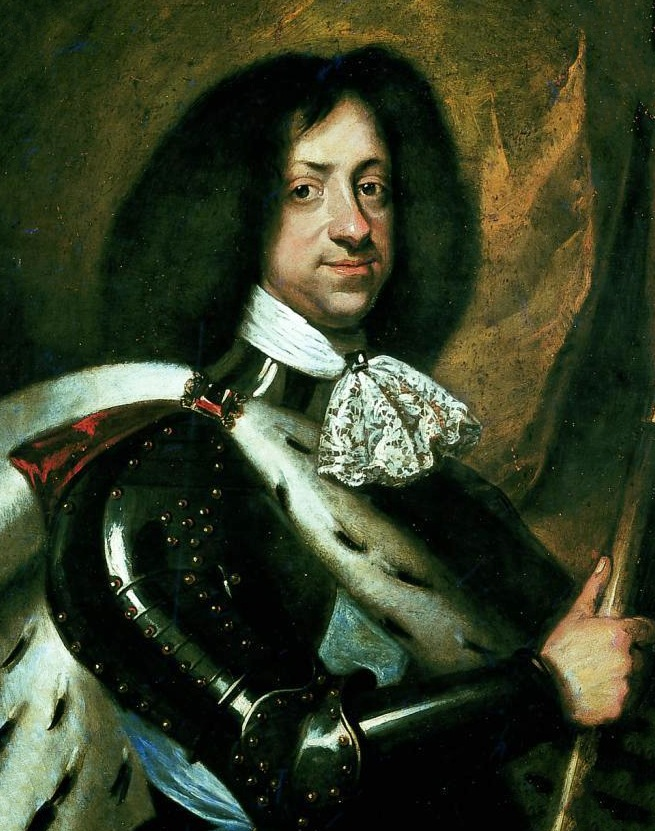
Christian V. (1646–1699), König von Dänemark und Norwegen zwischen 1670 und 1699

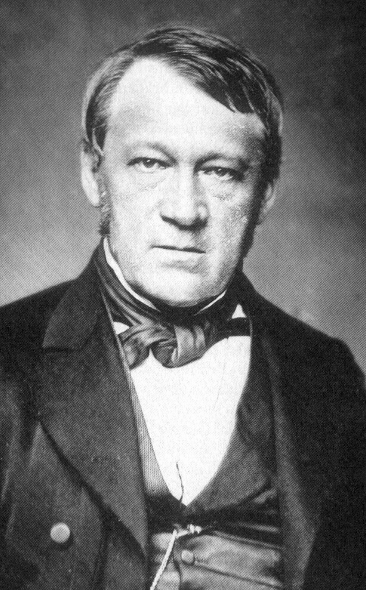
Georg Waitz (1813–1886), Historiker und 1848/1849 Mitglied der Frankfurter Nationalversammlung

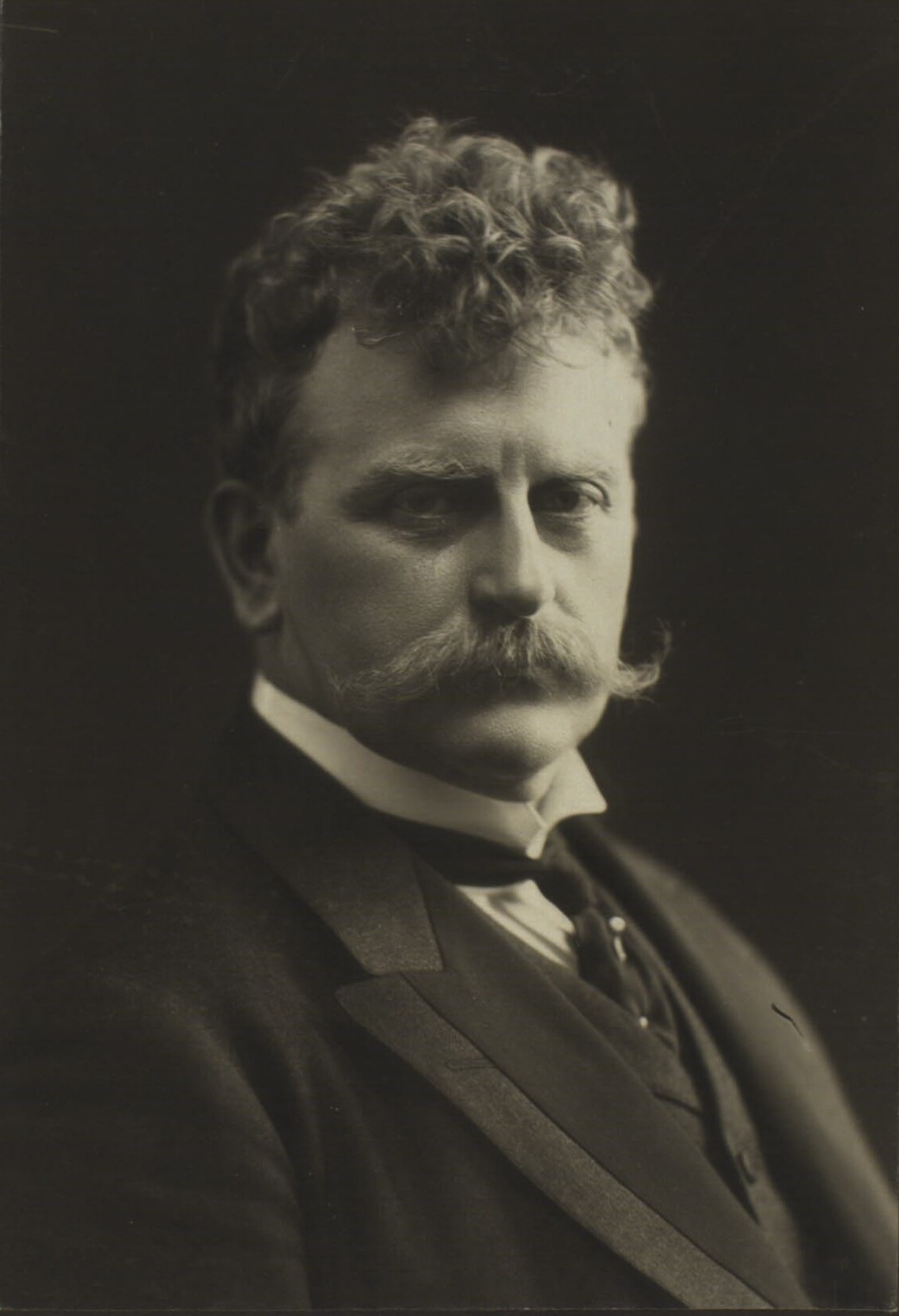
Nach dem dänischen Chirurgen Niels Thorkild Rovsing (1862–1927) wurde das Rovsing-Zeichen benannt.

### Bis 1800
- Melchior Lorck (1527–1594), Künstler
- Johannes Berndes (1528/29–1596), Pastor
- Heinrich Mandixen (1536–1581), Jesuit
- Nicolaus Theophilus (1541–1604), Landgräflich Hessischer Rat, Hochschullehrer an der Universität Kopenhagen, Diplomat und Dichter
- Thomas Finck (1561–1656), Mathematiker und Mediziner
- Bernhard Mejer (1570–1634), evangelisch-lutherischer Geistlicher
- Johannes Moth (1575–1642), Lehrer und Pastor
- Johann von Ahlefeldt (1584–1635), Erbherr von Stendorf, Nüchel und Landrat
- Johan Lorentz (um 1610 – 1689), dänischer Komponist
- Burchard Graf von Ahlefeldt (1634–1695), Landrat und Oberlanddrost in dänischen Diensten
- Christian V. (1646–1699), König von Dänemark und Norwegen
- Anna Sophie von Dänemark und Norwegen (1647–1717), Kurfürstin von Sachsen
- Otto Lorentzen Strandiger (um 1650–1724), Theologe und Separatist
- Johann Moller (1661–1725), Lehrer, Schriftsteller und Literaturhistoriker
- Friedrich von Ahlefeldt (1662–1708), General und Statthalter
- Frantz Böckmann (1669–1741), Kaufmann und Diplomat
- Johan Niclas Cahman (um 1670–1737), Orgelbauer
- Heinrich Lysius (1670–1731), lutherischer Theologe und Schulmann
- Olaus Heinrich Moller (1715–1796), Literaturhistoriker und Genealoge, Rektor der Flensburger Gelehrtenschule
- Josias Lorck (1723–1785), Pastor
- Lorenz Hansen Lorck (1743–1805), Kaufmann
- Heinrich Harries (1762–1802), Pfarrer
- Jasper Boysen (1765–1818), evangelisch-lutherischer Geistlicher
- Andreas Peter Andresen (1771–1832), Kaufmann und Bürgermeister von Flensburg
- Georg Conrad Meyer (1774–1816), Publizist, zählt zu den deutschen Jakobinern
- Johann Paul Höpp (1782–1847),  Staatsmann und Richter
- Peter Feddersen Stuhr (1787–1851), Hochschullehrer an der Universität Berlin und Historiker
- Peter Willers Jessen (1793–1875), Psychiater in Schleswig und Kiel
- Johannes Jacobus Dodt van Flensburg (1795–1847), Lehrer, Bibliothekar, Mathematik- und Kirchenhistoriker
- Christian Friedrich Elvers (1797–1858), Jurist
- Christian August Valentiner (1798–1864), evangelischer Theologe

### 1801 bis 1850
- Hans Nicolai Andreas Jensen (1802–1850), Pastor und Heimatforscher
- Johann Peter Lyser (1804–1870), Schriftsteller und Maler
- Martin Thorsen Schmidt (1806/07–1883), Kaufmann und Politiker
- Hans Matthison-Hansen (1807–1890), dänischer Komponist und Organist
- Hans Lassen Martensen (1808–1884), dänischer Theologe und lutherischer Bischof
- J. C. Schaumann (1808–1866), Autor und Mathematiker
- Anna Caroline Stelzner (1808–1875), Miniaturmalerin
- Peter Otzen (1810–1891), lutherischer Geistlicher und Politiker
- Georg Waitz (1813–1886), Historiker
- Karl Steffensen (1816–1888), Philosoph und Hochschullehrer
- Theodor Struve (1816–1886), Philologe und Pädagoge
- Werner Kraus (1818–1900), Beamter, Rechtsanwalt und Politiker
- Friedrich Mommsen (1818–1892), Jurist und Hochschullehrer
- Emil von Wolff (1818–1896), Agrikulturchemiker
- Sievert Steenbock (1822–1904), Ornithologe, Präparator, Maler und Fotograf
- Adolf Strodtmann (1829–1879), Schriftsteller
- Carl Emeis (1831–1911), Provinzialforstdirektor, Pionier und Vereinsgründer
- Ernst Steindorff (1839–1895), Historiker
- Theodor von Jürgensen (1840–1907), Mediziner
- Heinrich Sauermann (1842–1904), Sattlermeister, Möbelfabrikant und Museumsdirektor
- Franz Jürgen Soltau (1847–1911), lutherischer Pastor, Propst und Superintendent
- Heinrich Flügel (1849–1930), Architekt und Baubeamter
- Jacob Nöbbe (1850–1919), Maler

### 1851 bis 1900
- Carl Ludvig Thilson Locher (1851–1915), dänischer Marinemaler, Radierer und Grafiker
- Friedrich von Scholtz (1851–1927), königlich preußischer Offizier
- Peter Christian Hansen (1853–1935), Sozialpolitiker in Schleswig-Holstein
- Peter Friedrich Petersen (1856–1930), evangelisch-lutherischer Geistlicher
- Hermann Vogel (1856–1918), Maler und Illustrator
- Anton Asmussen (1857–1904), Maler
- Christian Schramm (1857–1922), Architekt und Baumeister der Neogotik
- Kathinka Hedwig Agerskov (1859–1890), dänische Genremalerin
- Johann Bahr (1859–1929),  Maler und Karikaturist
- Max Hagen (1859–1914), Landschaftsmaler, Zeichner und Karikaturist
- Emma Eleonore Meyer (1859–1921), dänische Malerin und Grafikerin
- August Vogel (1859–1932), Bildhauer und Medailleur
- Andreas Heinrich Voigt (1860–1940), Wirtschaftswissenschaftler
- Niels Thorkild Rovsing (1862–1927), dänischer Chirurg
- Jakob Emanuel Lange (1864–1941), dänischer Mykologe
- Heinrich Lassen (1864–1953), Architekt, Baubeamter und Kommunalpolitiker
- Hans Christiansen (1866–1945), Kunsthandwerker und Jugendstil-Begründer
- Hermann von der Lieth-Thomsen (1867–1942), Offizier
- Elvira Madigan (1867–1889), dänische Zirkusartistin und tragisch Liebende
- Hugo Eckener (1868–1954), Pionier der deutschen Zeppelin-Luftfahrt
- Charles Meyer (1868–1931), dänischer Radsportler
- Ernst König (1869–1924), Chemiker
- Alexander Eckener (1870–1944), Maler und Grafiker
- Magnus von Levetzow (1871–1939), Marineoffizier
- Hermann Bruhn (1872–1943), Ingenieur, Manager und Politiker
- Walther Schmarje (1872–1921), Bildhauer
- Mathilde Satz (1875–?), Keramikkünstlerin
- Dora Dreesen-Horn (1878–1966), Malerin
- Carl Lambrecht (1878–1941), Maler
- Käte Lassen (1880–1956), Malerin
- Ernst Sauermann (1880–1956), Kunsthistoriker, Museumsdirektor und Provinzialkonservator
- Johannes Block (1881–1945), Jurist und Kammergerichtspräsident
- Ina Hoßfeld (1881–1943), Glasmalerin und Bildhauerin
- Nikolaus Molzen (1881–1954), Gartenarchitekt
- Erwin Nöbbe (1882–1948), Maler
- Georg Cantieny (1883–1971), Unternehmer
- Hermann Funke (1884–1970), Ingenieur, Manager und Wirtschaftswissenschaftler
- Karl von Fischer-Treuenfeld (1885–1946), SS-Gruppenführer
- Emmy Hennings (1885–1948), Schriftstellerin und Dadaistin
- Peter Ingwersen (1885–1958), Doktor der Philosophie, Autor, Seminaroberlehrer, Schul- und Oberregierungsrat
- Otto Schütt (1886–1970), Historiker und Archivar
- Friedrich Klaus (1887–1964), Politiker
- Friedrich Traulsen (1887–1979), Maler, Grafiker und Radierer
- Georg Rieve (1888–1966), Architekt
- Paul Woldstedt (1888–1973), Geologe
- Karl von Freyburg (1889–1914), Offizier
- Heinrich Kasch (1889–1941), lutherischer Pastor und Propst
- Carl Mau (1890–1958), Orthopäde und Hochschullehrer
- Heinrich Davidsen (1891–1963), Politiker
- Walther Emeis (1891–1973), Biologe und Naturschützer
- Robert Nissen (1891–1969), Kunsthistoriker
- Elsa Nöbbe (1892–1968), Malerin
- Harry Sørensen (1892–1963), dänischer Turner
- Johannes Langfeldt (1893–1981), Bibliothekar
- Samuel Münchow (1893–1976), dänischer Minderheitenpolitiker
- Hubert Nietsch (1893–1965), Bildhauer
- Hermann Olson (1893–1958), Politiker
- Hanno Schmidt (1893–1972), Journalist und Politiker
- Andreas Scheller (1894–1977), Ethnologe und Fotograf
- Wilhelm Dame (1895–1966), Politiker
- Aribert Wäscher (1895–1961), Schriftsteller, Bühnen- und Filmschauspieler
- Julius Jürgensen (1896–1957), Politiker
- Clara Ege (1897–1990), Malerin, Bildhauerin und Seidenweberin
- Julius Lorenzen (1897–1965), Bauingenieur und Oberbürgermeister von Bremerhaven
- Hans Asmussen (1898–1968), Theologe und Mitglied der Bekennenden Kirche, Mitbegründer der EKD
- Elsa Haensgen-Dingkuhn (1898–1991) Malerin und Grafikerin
- Annemarie Hansen (1898–1982), Malerin
- Anna Hochreuter (1898–1928), Grafikerin und Bildschnitzerin
- Theodor Pinn (1898–1989), lutherischer Pastor, Gegner des Nationalsozialismus, Mitglied der Bekennenden Kirche
- Marius Molsen (1899–1971), Politiker
- Andreas Nielsen (1899–1957), Generalleutnant
- Herbert Marxen (1900–1954), Zeichner, Karikaturist und Maler
- Richard Schenck (1900–1979), Volkswirt und Politiker
- Helmut Winkler (1900–1983), Textilunternehmer

### 1901 bis 1920

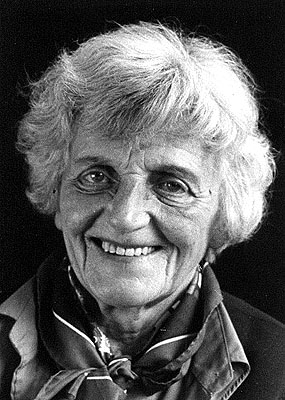
Die „Petuh-Tante“ Gerty Molzen (1906–1990) arbeitete als Schauspielerin, Kabarettistin, Sängerin, Buchautorin und Texterin.

- Wilhelm Nicolaisen (1901–1973), Agrarwissenschaftler
- Marianne Scheel (1902–2002), Kinderbuchillustratorin
- Peter Hass (1903–1975), Politiker
- Svend Johannsen (1903–1978), dänischer Minderheitenpolitiker
- Karl Mannzen (1903–1980), Jurist
- Hans Uldall (1903–1983), Komponist und Dirigent
- Erna Raupach-Petersen (1904–1997), Volksschauspielerin (Ohnsorg-Theater)
- Carl Lange (1905–1999), Schauspieler und Sprecher
- Gerty Molzen (1906–1990), Schauspielerin und Kabarettistin
- Walther Kegel (1907–1945), Ingenieur und Verfasser von Zukunftsromanen
- Volkmar Herntrich (1908–1958), evangelisch-lutherischer Theologe
- Ebba Weddig-Dettenberg (1908–?), Malerin und Grafikerin
- Carl Lange (1909–1999), Schauspieler
- Johannes Matthiesen (1910–?), SS-Untersturmführer, Kriegsberichterstatter und Journalist
- Fritz Wempner (1910–1994), Schauspieler und Bühnenautor
- Nikolai Asmus Clausen (1911–1943), U-Boot-Kommandant im Zweiten Weltkrieg
- Hans-Ulrich Freiherr von Luck und Witten (1911–1997), Offizier der Reichswehr und der Wehrmacht
- Carl Boysen (1912–2009), Polizist und Handballspieler
- Sophie Bothilde Jensen (1912–2007), Malerin
- Joachim Schepke (1912–1941), U-Boot-Kommandant im Zweiten Weltkrieg
- Walter Suck (1912–1983), Gewerkschafter und Politiker
- Jens Exler (1914–1987), Autor niederdeutscher Lustspiele und Amateurtheater-Schauspieler
- Herbert Nonnsen (1914–1993), Politiker
- Walther Mediger (1915–2007), Historiker
- Margareta Erichsen (1916–2006), Malerin und Illustratorin
- Helmuth Christensen (1918–2008), Bürgermeister und Oberbürgermeister der Stadt Flensburg
- Jens Rehn (1918–1983), Schriftsteller
- Otto Schlenzka (1919–2015), Segler und Segelsportfunktionär
- Rolf Boysen (1920–2014), Schauspieler
- Wilhelm Ludwig Christiansen (1920–2011), Flensburger Heimatforscher, Stadtführer und Schriftsteller sowie Politiker (SSW/SPF)
- Inge Petersen (1920–2017), Kinderchirurgin in Hamburg

### 1921 bis 1940

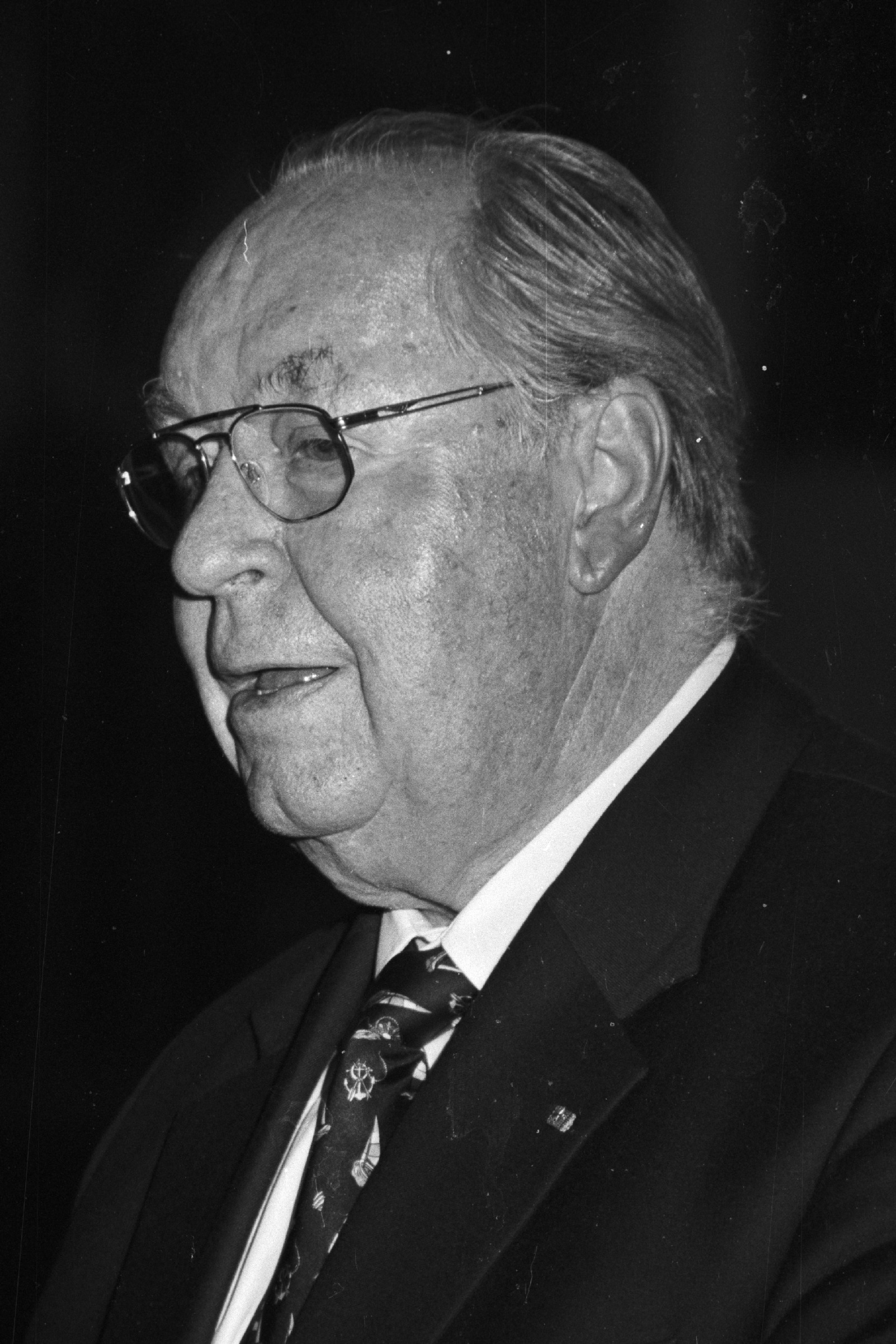
Hans Hansen (1926–2007) war von 1986 bis 1994 Präsident des Deutschen Sportbundes.

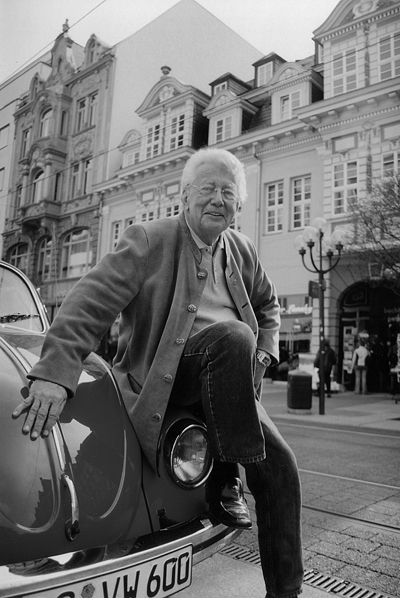
Dieter Thomas Heck, 1937 in Flensburg geboren, moderierte 15 Jahre lang die ZDF-Hitparade.

- Joachim Bruhn (1921–2012), Offizier, Brigadegeneral des Heeres der Bundeswehr
- Hans Daniel (1922–2008), Schauspieler und Nachrichtensprecher
- Detlef Kleuker (1922–1988), Orgelbauer
- Wolfgang Weimar (1922–1993), Politiker
- Hans-Joachim Mähl (1923–2001), Literaturwissenschaftler und Hochschullehrer
- Ernst Nicol (1923–2022), Schiffbauingenieur und Erfinder des geschlossenen Rettungsbootes
- Ingrid Gross (1924–2004), Kommunalpolitikerin und Stadtpräsidentin der Stadt Flensburg
- Renate Delfs (1925–2018), Schauspielerin
- Hans Hansen (1926–2007), Präsident und Ehrenpräsident des Deutschen Sportbundes
- Erich Hoffmann (1926–2005), Historiker und Hochschullehrer
- Waldemar Krause (1926–2006), Kaufmann und Schriftsteller
- Johann Runge (1926–2014), deutsch-dänischer Historiker
- Hans-Friedrich Schütt (1926–2014), Historiker und Archivar
- Hans Timmermann (1926–2005), Regisseur, Schauspieler und Übersetzer
- Wolfgang Böning (1927–1989), Jurist und ehemaliger Staatssekretär in Schleswig-Holstein
- Egon Schübeler (1927–2022), Politiker
- Ulrich Beier (1928–1981), Bildhauer
- Hieronymus Nitz OSB (1928–2020), Erzabt der Erzabtei Beuron (1980–2001)
- Gunhild Paehr (1928–1968), Schauspielerin und Schriftstellerin
- Günter Thiele (* 1928), Internist und Hochschullehrer
- Kurt Jürgensen (1929–1999), Historiker und Geschichtsdidaktiker
- Erich Mansen (1929–2012), Künstler
- Franz Skorzak (* 1929), Politiker
- Jürgen Westphalen (* 1930), Volkswirt
- Dieter Emeis (1933–2024), Theologieprofessor
- Friedrich Clermont (1934–2011), Politiker (SED), Mitglied des Staatsrates der DDR
- Hans-Uwe Erichsen (* 1934), Rechtswissenschaftler und emeritierter Professor
- Lutz Hoffmann (1934–2019), Wirtschaftswissenschaftler und Hochschullehrer
- Kai Detlev Sievers (* 1934), Kulturwissenschaftler und Volkskundler, Hochschullehrer
- Uwe Gunnesson (1935–2020), Politiker
- Niels Hasselmann (* 1936), evangelisch-lutherischer Theologe
- Karin Johannsen-Bojsen (* 1936), Schriftstellerin
- Herdis Möllehave (1936–2001), dänische Sozialarbeiterin und Autorin
- Gerhard Beier (1937–2000), Historiker und Schriftsteller
- Dieter Thomas Heck (1937–2018), Fernsehmoderator und Sänger
- Bodo Richter (1941–2019), Jurist und Politiker (SPD)
- Jutta Lampe (* 1943), Schauspielerin
- Coordt von Mannstein (* 1937), Kommunikationsdesigner, Hochschullehrer und Unternehmer
- Uwe Kliche (* 1938), Gewichtheber
- Volker Schneller (* 1938), Handballspieler und Handballtrainer
- Harald Steinhagen (* 1939), Literaturwissenschaftler
- Ole Søren Harck (* 1940), Hochschullehrer und Prähistoriker
- Margrit Herbst (* 1940), Veterinärmedizinerin
- Alice von Hobe (* 1940), Apothekerin und Bergsteigerin
- Manfred Jurgensen (* 1940), deutsch-australischer Literaturwissenschaftler, Germanist und Schriftsteller
- Elke Wree (* 1940), Malerin

### 1941 bis 1960

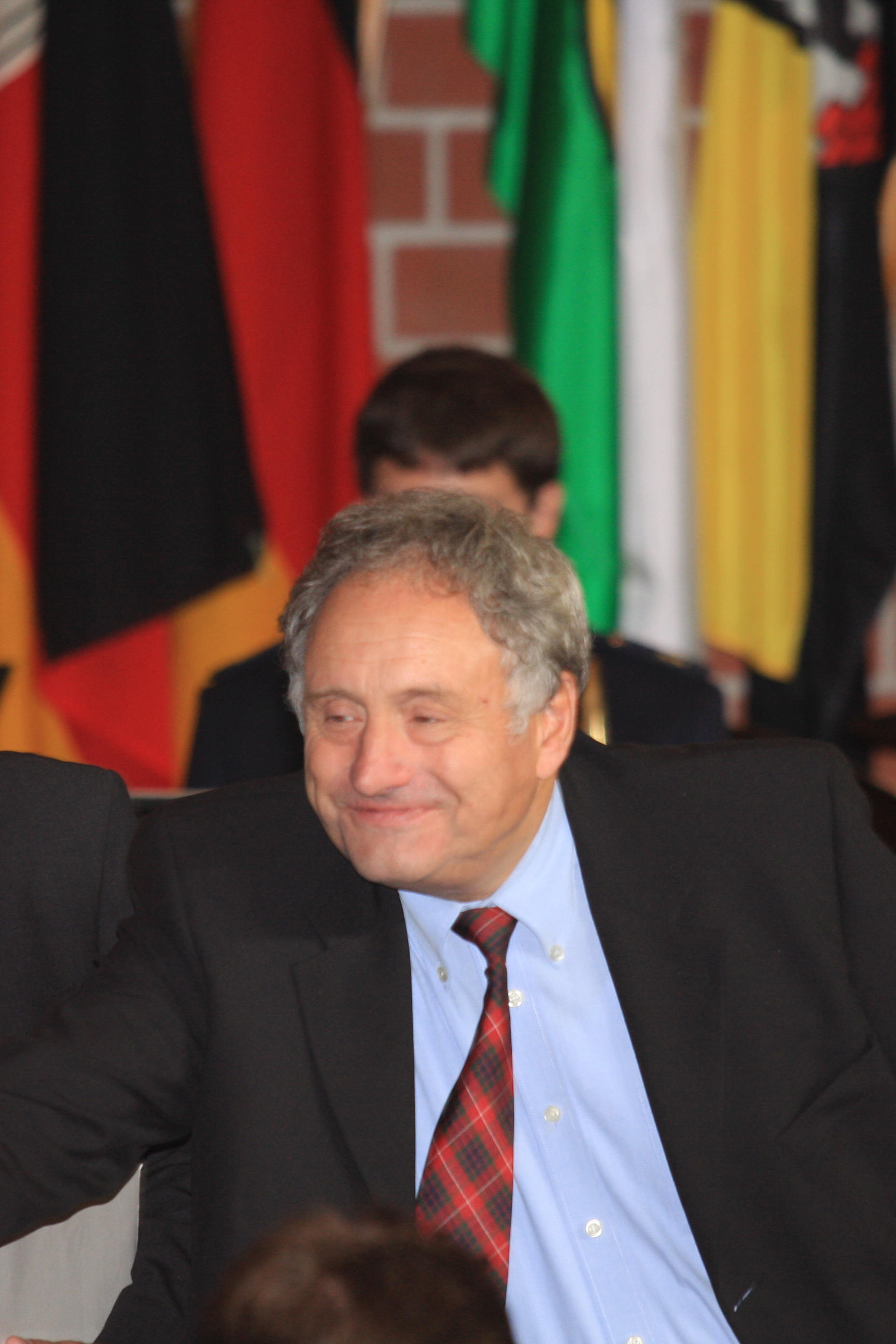
Der Jurist Jürgen Storbeck (* 1946) baute als erster Direktor die europäischen Polizeibehörde Europol auf.

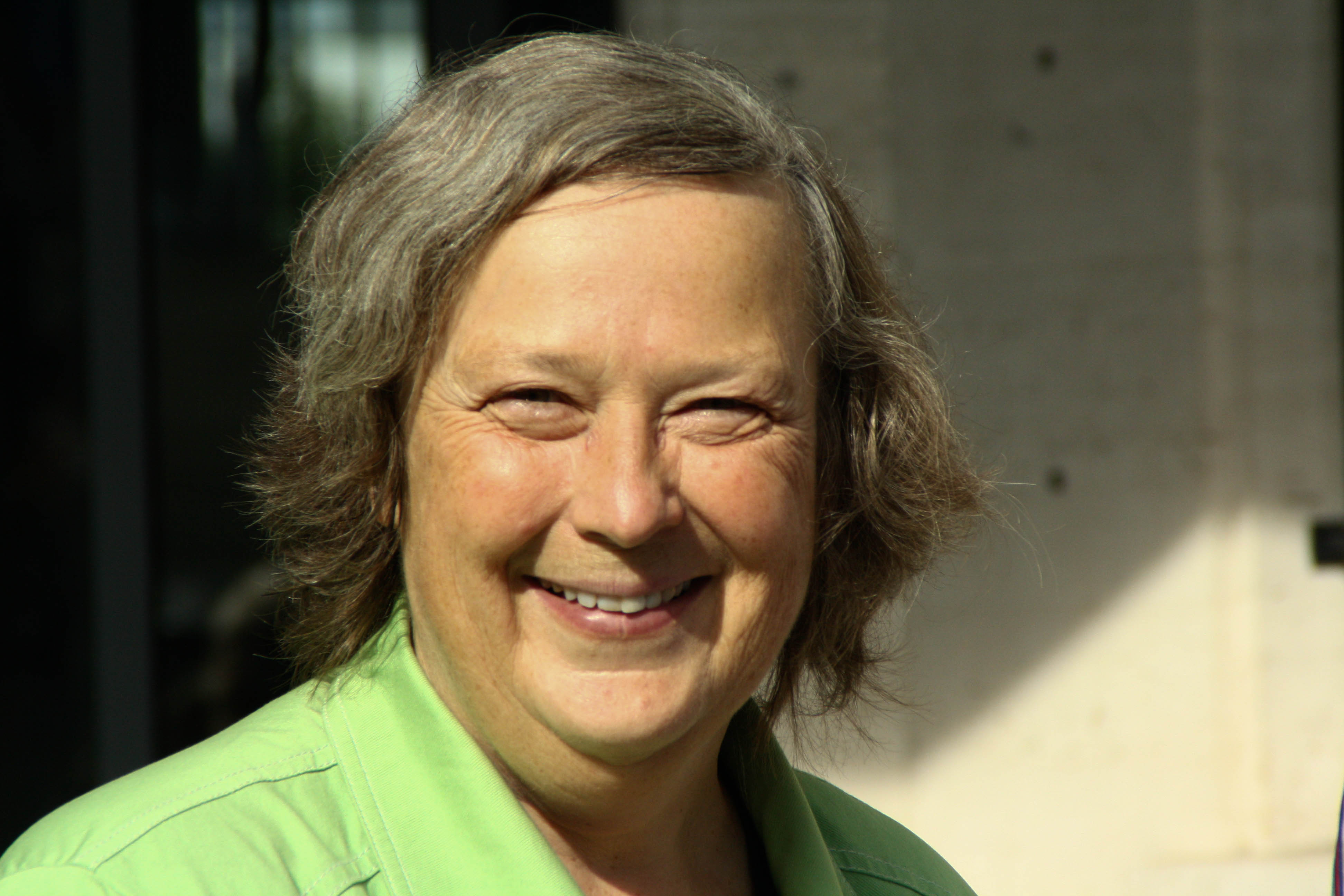
Die Grünen-Politikerin Bärbel Höhn (* 1952) war von 1995 bis 2005 NRW-Umweltministerin.

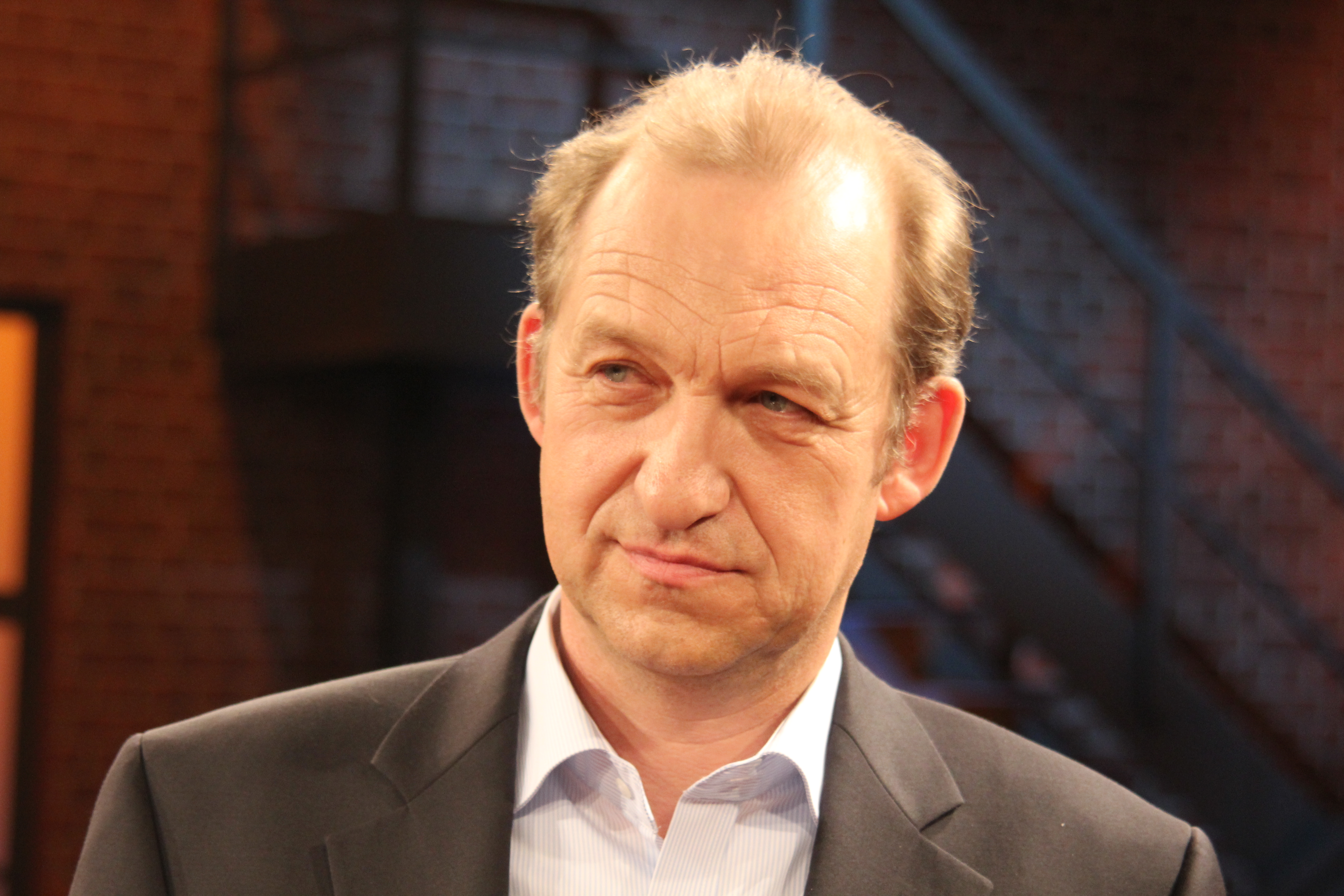
Der Schauspieler Peter Heinrich Brix (* 1955) ist bekannt aus den Fernsehserien Großstadtrevier und Neues aus Büttenwarder.

- Hans A. Baensch (1941–2016), Buchautor, Verleger und Aquarianer
- Kay Nehm (* 1941), Jurist und Generalbundesanwalt a. D.
- Bodo Richter (1941–2019), Jurist und Politiker
- Rainer Ullrich (1941–2023), Maler, Grafiker und Illustrator
- Rüdiger Voigt (* 1941), Autor und Herausgeber
- Wolfgang Börnsen (1942–2024), Politiker
- Ingo Firnhaber (* 1942), Schachspieler und Autor
- Peter Ehlers (* 1943), Präsident des Bundesamtes für Seeschifffahrt und Hydrographie
- Peter Iver Johannsen (1943–2024), Generalsekretär des Bundes Deutscher Nordschleswiger
- Ed Kröger (* 1943), Jazzmusiker
- Marion Maerz (* 1943), Schlagersängerin
- Claus Freiherr von Rosen (* 1943), Offizier, Erziehungswissenschaftler, Hochschullehrer
- Margrit Schlankardt (* 1943), Politikerin
- Dieter Jepsen-Föge (* 1944), Journalist, bis 2008 Chefredakteur beim Deutschlandradio
- Rolf Teucher (* 1944), Kommunalpolitiker
- Gerd Welz (* 1944), Handballspieler und Handballtrainer
- Hans-Dietrich Bernhard (* 1945), Diplomat
- Günther Brassel (* 1945), Zahnmediziner und Admiralarzt der Bundeswehr
- Frank Dostal (1945–2017), Liedtexter und Musikproduzent
- Dirk Ehlers (* 1945), Rechtswissenschaftler
- Bernd Henningsen (* 1945), Politikwissenschaftler und Skandinavist
- Rolf-Dieter Klooß (1945–2021), Politiker
- Gyde Köster (* 1945), Politikerin
- Joachim Ringleben (* 1945), lutherischer Theologe
- Peter Godzik (* 1946), evangelisch-lutherischer Theologe
- Kirsten Heckmann-Janz (1946–2021), Hörfunkjournalistin und Autorin
- Elisabeth Steinhagen-Thiessen (* 1946), Medizinerin und Hochschullehrerin
- Jürgen Storbeck (* 1946), Jurist und Direktor von Europol
- Dieter Köster (* 1947), Film- und Fernsehregisseur, Autor, Kameramann, Filmeditor
- Holger Astrup (1948–2021), Politiker
- Svend Frederik Sager (* 1948), Germanist
- Uta Stammer (1948–2018), Schauspielerin und Hörspielsprecherin
- Birgit Gantz-Rathmann (* 1949), Juristin und Staatssekretärin
- Beppo Küster (* 1950), Schlagersänger, Schauspieler und Moderator
- Inge Hansen-Schaberg (* 1951), Erziehungswissenschaftlerin
- Uwe Kils (* 1951), Meeresbiologe
- Rainer Berg (* 1952), Filmhistoriker, Regisseur und Drehbuchautor
- Bärbel Höhn (* 1952), Politikerin
- Norbert Loh (* 1952), Journalist und Buchautor
- Volker Barth, Brigadegeneral des Heeres
- Klaus Christian Köhnke (1953–2013), Professor für Kulturtheorie und Kulturphilosophie
- Harald Parigger (* 1953), Gymnasiallehrer und Autor
- Dirk Meyer-Scharenberg (* 1954), Wirtschaftswissenschaftler und Hochschullehrer
- Klaus Teichert (* 1954), Politiker
- Sylvia Wempner (* 1954), Schauspieldozentin
- Peter Heinrich Brix (* 1955), Schauspieler
- Kai Bussmann (* 1955), Rechtswissenschaftler und Kriminologe
- Lorenz Claussen (* 1955), Schauspieler
- Philipp Gonon (* 1955), Schweizer Erziehungswissenschaftler
- Gothart Magaard (* 1955), evangelisch-lutherischer Theologe und Bischof
- Dieter Schütz (1955–1991), Musiker und Komponist
- Mark Eins  (* 1956), Musiker, Schauspieler und Maler
- Frank-Peter Hansen (* 1956), Schriftsteller
- Günther Klein (* 1956), Regisseur, Autor und Hochschuldozent
- Christian Broecking (1957–2021), Jazzjournalist und Musikkritiker
- Silke Hinrichsen (1957–2012), Politikerin der dänischen Minderheit in Schleswig-Holstein
- Stephanie Schwabe (* 1957), Geomikrobiologin, Geologin, Umweltjuristin und Höhlentaucherin
- Martin Torp (* 1957), Komponist, Pianist, Organist und Maler
- Ulf Bästlein (* 1959), Sänger
- Hartwin Brandt (* 1959), Althistoriker
- Andreas Delfs (* 1959), Dirigent
- Jörg Jará (* 1959), Bauchredner
- Dirk Meier (* 1959), Prähistoriker
- Frank Meier (* 1959), Historiker
- Burkhard Meißner (* 1959), Althistoriker
- Ingrid Schilk (* 1959), Handballspielerin
- Günter Cornett (* 1960), Spieleautor
- Jürgen Harksen (1960–2024), Wirtschaftskrimineller und Buchautor
- Barbara Niemeyer (* 1960), Restauratorin und Archäologin
- Tim Ovens (* 1960), Pianist, Kammermusiker, Komponist und Klavierpädagoge

### 1961 bis 1980

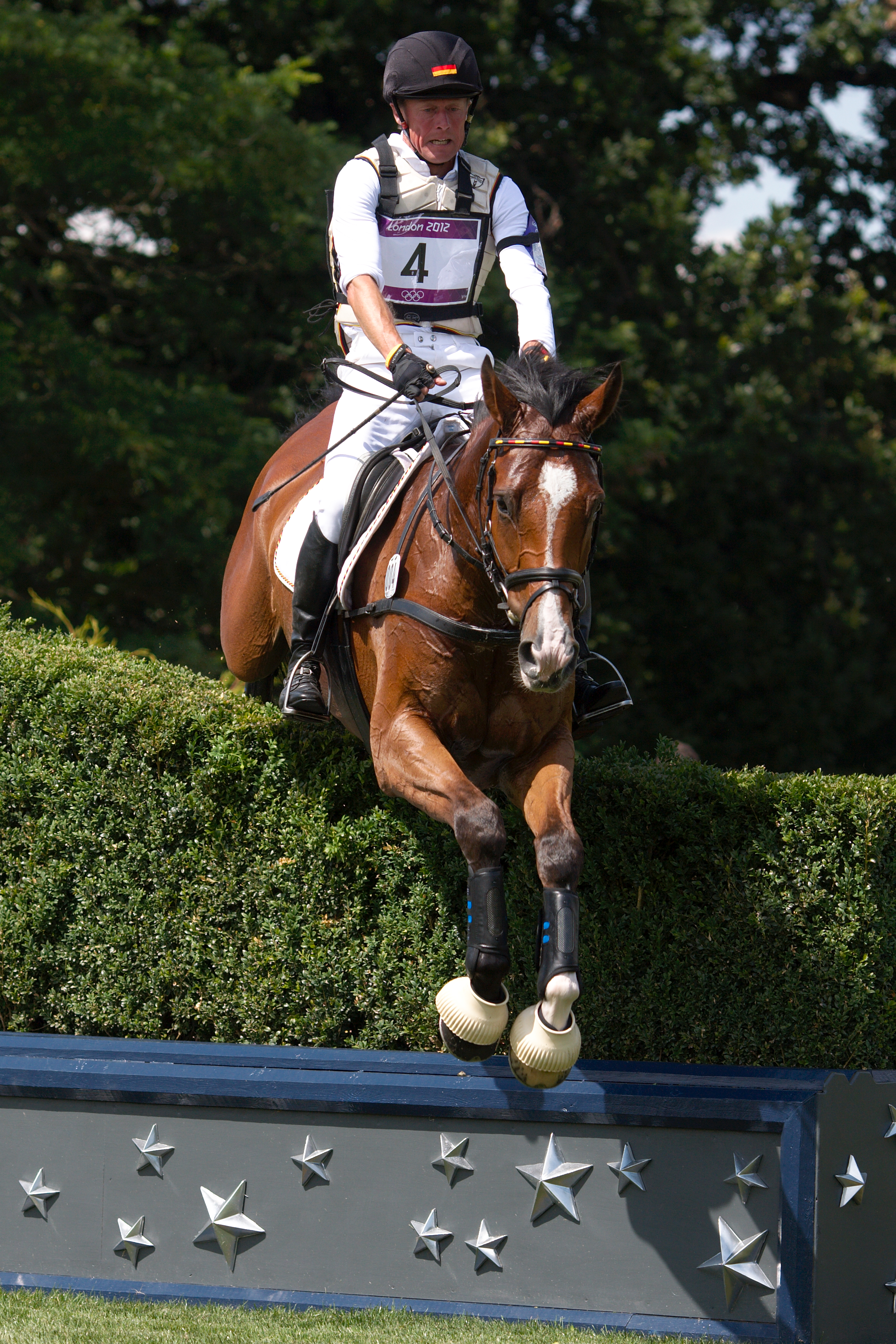
Der Vielseitigkeitsreiter Peter Thomsen (* 1961) gewann 2008 und 2012 eine Goldmedaille bei den Olympischen Spielen im Mannschaftsreiten.

- Frauke Gloyer (* 1961), zeitgenössische Malerin
- Peter Thomsen (* 1961), Vielseitigkeitsreiter
- Stephan Westphalen (* 1961), Christlicher Archäologe
- Corinna Gieseler (* 1962), Kinderbuchautorin und Lektorin
- Heiko Nickel (* 1962), Fußballspieler
- Stefan Appelius (* 1963), Politikwissenschaftler und Hochschullehrer
- Dorothee Hansen (* 1963), Kunsthistorikerin und Kuratorin
- Maj-Britt Kramer (1963–2023), dänische Jazzmusikerin
- Ingbert Liebing (* 1963), Politiker
- Anne Müller (* 1963), Radiojournalistin und Drehbuchautorin
- Judith Pörksen Roder (* 1963), Synodalratspräsidentin der Reformierten Kirchen Bern-Jura-Solothurn
- Jan Schindelmeiser (* 1963), Fußballmanager
- Joachim Mischke (* 1964), Journalist, Sachbuchautor und Musikkritiker
- Malte Müller-Wrede (* 1964), Rechtsanwalt, Herausgeber und Autor
- Peter Lund (* 1965), Theaterautor und -regisseur
- Friedemann Magaard (* 1965), evangelisch-lutherischer Theologe
- Karola Margraf (* 1965), Politikerin
- Kim Schmidt (* 1965), Comiczeichner und Cartoonist
- Jörg Streng (* 1965), Liedermacher
- Jörg Asmussen (* 1966), Mitglied des Direktoriums der Europäischen Zentralbank
- Marcus Bluhm (* 1966), Schauspieler
- Michael Kempe (* 1966), Bibliothekar und Historiker
- Anne Nissen (* 1966), bildende Künstlerin
- Bärbel Wolfmeier (* 1966), Radiomoderatorin und niederdeutsche Autorin
- Fynn Holpert (* 1967), Handballtorhüter
- Pierre Ibisch (* 1967), Biologe und Hochschullehrer
- Kommissar Hjuler (* 1967), bildender Künstler
- Alexander Rossa (* 1967), Buchautor
- Dorothea Röschmann (* 1967), Opernsängerin
- Mark Spörrle (* 1967), Autor und Journalist
- Axel Stosberg (* 1967), Schauspieler und Musiker
- Alf Christophersen (* 1968), evangelischer Theologe
- Simon Faber (* 1968), SSW-Politiker und Oberbürgermeister der Stadt Flensburg
- Jan Holpert (* 1968), Handballtorhüter
- Alice Pantermüller (* 1968), Kinderbuchautorin
- Wolfgang Schwenke (* 1968), Handballspieler
- Martin Wind (* 1968), Jazzmusiker, Hochschullehrer
- Gerrit Derkowski (* 1969), Journalist und Moderator
- Lars Helmer (* 1969), Theaterregisseur und Dramaturg
- Ulf Kliche (* 1969), Fußballspieler
- Marc Clausen (* 1970), Grafiker, Fotograf und Musikvideo-Produzent
- Nicole Selmer (* 1970), Sportjournalistin und Autorin
- Sandra Carstensen (* 1971), Politikerin (CDU), MdB
- Birgit Liss (* 1971), Professorin
- Melanie Wolfers (* 1971), Theologin, Ordensfrau, Autorin
- Bernd Schlenkrich (* 1972), Regisseur und Theaterautor
- Christian Theede (* 1972), Regisseur und Autor
- Sünje Lewejohann (* 1972), Schriftstellerin
- DJ Koze (* 1972), DJ und Musikproduzent
- DJ Rabauke (* 1972), Hip-Hop / House-DJ
- Till Franzen (* 1973), Regisseur und Drehbuchautor
- Sven Kerschek (* 1973), Jazzmusiker
- Mathias Sanders (* 1973), Schauspieler
- Henning Börm (* 1974), Althistoriker
- Jan Christophersen (* 1974), Schriftsteller
- Mathias Harrebye-Brandt (* 1974), deutsch-dänischer Schauspieler
- Annette Maye (* 1974), Musikerin
- Jan Schlürmann (* 1974), Historiker
- Gyde Callesen (* 1975), Schriftstellerin
- Lars Duppler (* 1975), Jazzmusiker
- Kristian Poulsen (* 1975), dänischer Rennfahrer
- Boris Schnuchel (* 1975), dänischer Handballspieler
- Boris Benecke (* 1976), Koch
- Michael Frech (* 1976), Fußballspieler
- Inke Hummel (* 1977), Kinderbuch- und Ratgeberautorin
- Özlem Topçu (* 1977), Journalistin
- Kai Fischer (* 1980), Gitarrist, Komponist und Kostümbildner
- Sascha Görres (* 1980), Fußballspieler
- Heiko Petersen (* 1980), Fußballspieler
- Uta Wentzel (* 1980), Politikerin (CDU)

### Ab 1981

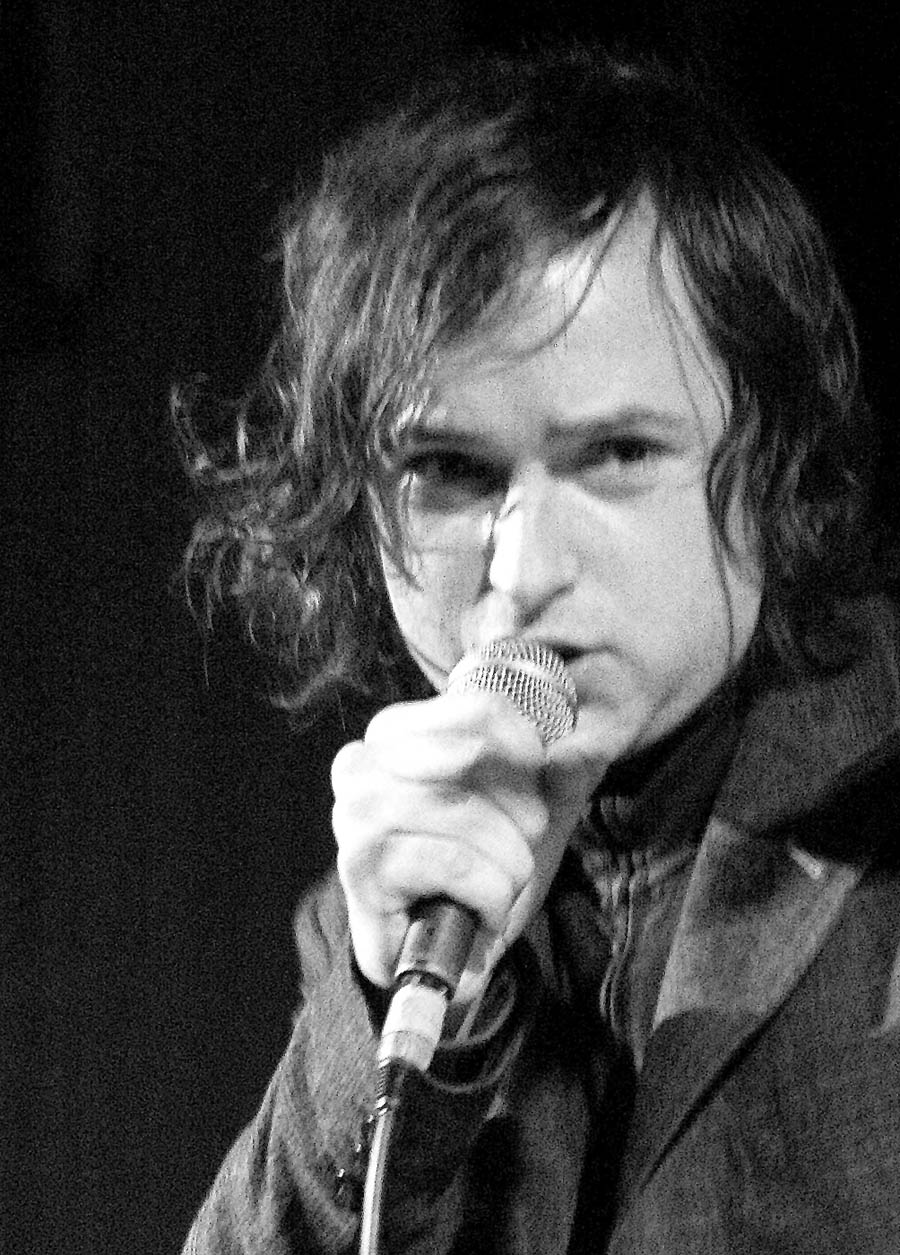
Kim Frank (* 1982) sang in der um die Jahrtausendwende erfolgreichen Indiepop-Band Echt.

- Randy Bülau (* 1981), Handballspielerin
- Christian Dirschauer (* 1981), Politiker (SSW)
- Kaja Schmidt-Tychsen (* 1981), Schauspielerin
- Melanie Späth (* 1981), deutsch-irische Radsportlerin
- Florian Sump (* 1981), Musiker
- Florian Wisotzki (* 1981), Handballspieler
- Kim Frank (* 1982), Schauspieler und Sänger
- Kolja Afriyie (* 1982), Fußballspieler
- Gunnar Astrup (* 1982), Musiker
- Ole Lagerpusch (* 1982), Theaterschauspieler
- Daniel Budiman (* 1983), Moderator
- Alex Grube (* 1983), deutscher Bassist
- Niels Hansen (* 1983), Fußballspieler
- Ann Katrin Düben (* 1984), Historikerin und Gedenkstättenpädagogin
- Katharina Pütter (* 1984), Schauspielerin und Autorin
- Christian Jürgensen (* 1985), Fußballspieler
- Pierre Becken (* 1987), Fußballspieler
- Julian Paeth (* 1987), Schauspieler
- Selina Storm (* 1987), Politikerin (Bündnis 90/Die Grünen)
- Kaja Schmäschke (* 1988), Handballspielerin
- Jannik Paeth (* 1990), Schauspieler
- Maximilian Lipp (* 1992), Handballspieler
- Lukas Blohme (* 1994), Handballspieler
- Kira Schnack (* 1994), Handballspielerin
- Vivian Tauschwitz (* 1994), Politikerin (CDU), MdB
- Max Christiansen (* 1996), Fußballspieler
- Lara Lessmann (* 2000), Freestyle-BMX-Fahrerin

## Persönlichkeiten, die in Flensburg gewirkt haben

### Geboren bis 1800
- Nicolaus Johannis (Ende des 15. Jahrhunderts bis 1558), Pastor und Propst im Sundewitt
- Lütke Namens (1497–1574), Franziskaner und Kritiker der Reformation
- Friedrich Dame (1567–1635), Diakon und Pastor der Nicolaikirche, Propst von Flensburg
- Johann Friedrich Meister (vor 1638–1697), Komponist und Organist
- Joachim Wasserschlebe (1709–1787), Verwaltungsjurist in dänischen Diensten und Kunstsammler
- Asmus Steffensen (1783–1850), Pädagoge, langjähriger Lehrer in Flensburg
- Hartwig Peters (1784–1848), Diakonat St. Marien

### Geboren 1801 bis 1900

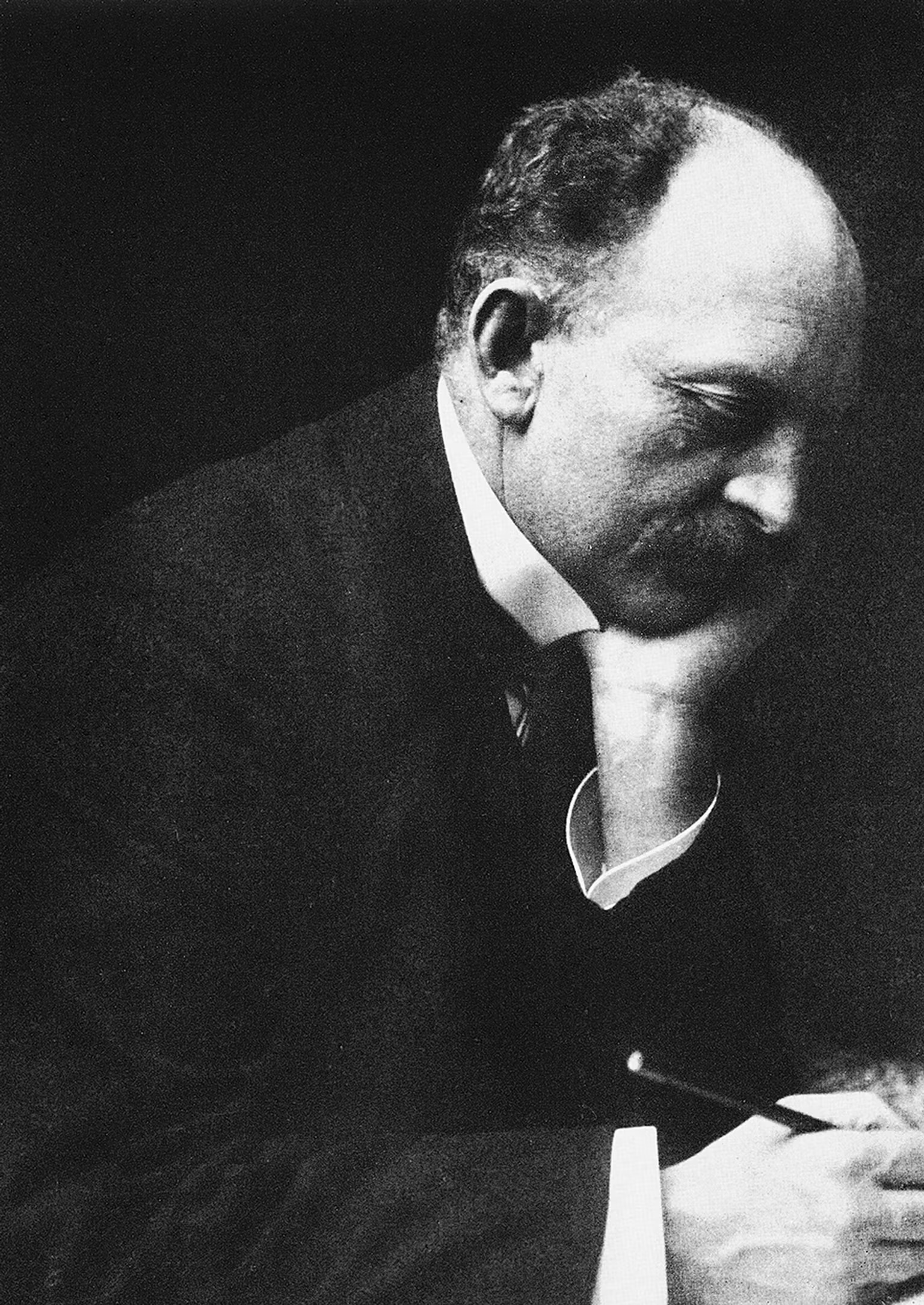
Der Expressionist Emil Nolde (1867–1956) ließ sich als Schnitzer und Zeichner an der Kunstgewerbeschule ausbilden.

- Christian Ludwig Ernst von Stemann (1802–1876), Präsident des Appellationsgerichts in Flensburg
- Jürgen Bremer (1804–1874), Rechtsanwalt und Politiker, Erster Bürgermeister von Flensburg 1864–1865
- Friedrich Nicolaus von Liliencron (1806–1893), Oberpräsident Flensburgs 1848
- Christian Ferdinand Monrad (1815–1889), Lehrer und Zeitungsherausgeber
- Laurits Albert Winstrup (1815–1889), Stadtbaumeister in Flensburg, entwarf das Lutherhaus im Lutherpark und weitere Häuser der Stadt
- Karl Anton Theodor Rethwisch (1824–1904), Zollbeamter und Heimatdichter
- Johann Heinrich Löhmann (1830–1908), Hauptlehrer, Kantor und Organist
- Wilhelm Toosbüy (1831–1898), Bürgermeister und Oberbürgermeister der Stadt Flensburg
- Emil Fromm (1835–1916), Kantor und Komponist, wirkte von 1869 bis zu seinem Tod an der St.-Nikolai-Kirche
- Wilhelm Mensinga (1836–1910), Arzt und Wegbereiter der Geburtenkontrolle
- Emil Wacker (1839–1913), Rektor und Pastor der Diakonissenanstalt
- Gustav Johannsen (1840–1901), Herausgeber der Flensborg Avis
- Heinrich Traulsen (1843–1914), Schriftsteller und Märchenerzähler, der unter anderem einige Flensburger Märchen aufzeichnete
- Theodor Brix (1844–1905), Landwirt und Journalist
- Otto Fielitz (1844–1922), Stadtbaumeister der Stadt der viele wichtige öffentliche Bauten realisierte
- Magnus Schlichting (1850–1919), Architekt
- Friedrich Graef (1860–1936), Mitbegründer der Gesellschaft für Flensburger Stadtgeschichte
- Emil Nolde (1867–1956), Maler und Bildhauer
- Ernst Bornstedt (1868–1956), Intendant des Stadttheaters (1912–1934)
- Paul Ziegler (1874–1956), Flensburger Magistratsbaurat und Architekt zahlreicher bedeutsamer Bauten Flensburgs
- Jacob Clausen Möller (1876–1955), Oberbürgermeister und Stadtpräsident von Flensburg
- Elise Kosegarten, deutsche Malerin (1877–1948)
- Hermann Siemonsen (1882–1958), lutherischer Geistlicher und Propst von Flensburg
- Elfriede Rotermund (1884–1966), Schriftstellerin
- Paul Cruse (1885–1977), Gründer der Niederdeutschen Bühne Flensburg
- Georg Rieve (1888–1966), Architekt
- Jakob Röschmann (1899–1963), Prähistoriker

### Geboren 1901 bis 1950

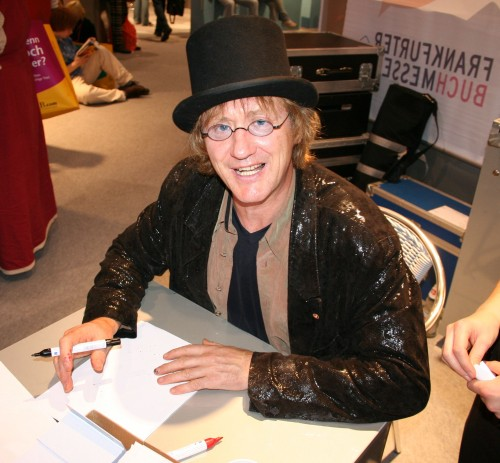
Rötger Feldmann (* 1950) alias Brösel, Schöpfer der Comicfigur Werner, arbeitete als Lithograf in Flensburg.

- Werner Heyde alias Fritz Sawade (1902–1964), Obergutachter der Euthanasie-Aktion-T4
- Charlotte Pluquet-Dziekan (1902–1971), Malerin
- Leon Jensen (1904–1990), Stadtpräsident der Stadt Flensburg
- Ivo Braak (1906–1991), Autor, Hörspielsprecher, Rezitator und Pädagoge, der 1948 zum Professor an der Pädagogischen Hochschule Flensburg ernannt wurde.
- Hans Joachim Beyer (1908–1971), Historiker, nationalsozialistischer Volkstumsforscher und SS-Hauptsturmführer, der in den 1950er-Jahren an der Pädagogischen Hochschule Flensburg lehrte
- Waldemar Krause (1908–1992), SS-Offizier und ehemaliger Leiter der Bezirkskriminalpolizeistelle Flensburg
- Elsa Oehmigen (1908–1995), als letzte Drehorgelspielerin ein Flensburger Original
- Alfred Kranzfelder (1908–1944), Korvettenkapitän, Widerstandskämpfer des 20. Juli 1944, Offizieranwärter der Crew 1927 an der Marineschule Mürwik
- Heinz Adler (1912–1990), Politiker, Oberbürgermeister der Stadt Flensburg von 1963 bis 1977
- Klaus Kahlenberg (1912–2006), Journalist, bekannt als Radiosprecher des letzten Wehrmachtberichts beim Reichssender Flensburg
- Lilly Kröhnert (1912–1996), Malerin und Bildhauerin
- Gerd Sannemüller (1914–2008), Komponist, Pianist und Musikwissenschaftler, ehemaliger Dozent an der Pädagogischen Hochschule Flensburg.
- Hartwig Looks (1917–2005), Kommandant des U-Boots U 264
- Beate Uhse (1919–2001), Pilotin und Unternehmerin, die im Jahr 1962 mit dem Institut für Ehehygiene in der Angelburger Straße 58 den ersten Sexshop der Welt und in Folge die Beate Uhse AG gründete.[4] Sie erhielt das Bundesverdienstkreuz und durfte sich 1999 zu ihrem 80. Geburtstag im Goldenen Buch der Stadt Flensburg verewigen. Die Ehrenbürgerwürde erhielt sie jedoch nie.[5][6]
- Wilhelm Ludwig Christiansen (1920–2011), Stadtführer und Politiker, der Bücher über und in Petuh veröffentlichte
- Bernd Kuchenbecker (1920–2003/04), Handballspieler
- Erwin Lingk (1920–1979), Politiker (SPD)
- Anneliese Overbeck (1921–2004), Malerin und Grafikerin
- Hans-Joachim Marx (1923–2010), Komponist und Dirigent
- Horst Joachim Frank (1928–2005), Germanist und Universitätsprofessor an der Pädagogischen Hochschule Flensburg für Didaktik des Deutschunterrichts
- Karl Sablotzke (1932–1985), Opernsänger am Schleswig-Holsteinischen Landestheater
- Dietrich Oldenburg (* 1933), Jurist und Schriftsteller
- Wolfgang Stribrny (1935–2011), Historiker, ordentlicher Professor für Geschichte an der Universität Flensburg von der Berufung 1974 bis zur Pensionierung 1997
- Peter Nicolaisen (1936–2013),  Anglist, Literaturwissenschaftler und Professor am Englischen Seminar der 1994 gegründeten Universität Flensburg, wo er bis zu seiner Emeritierung lehrte
- Peter Wulf (* 1938), Historiker, Professor für Geschichte an der Universität Flensburg von 1990 bis 2002
- Haide Klüglein (1939–2020), Schwimmerin des Flensburger Schwimmklubs
- Hansheinrich Meier-Peter (* 1939), Direktor des Instituts für Schiffsbetriebsforschung an der Fachhochschule Flensburg
- Dieter Pust (* 1939), Autor und Stadthistoriker
- Jörg Haasters (* 1940), Orthopäde, der apl. Professor an der Universität Flensburg wurde
- Karla Etschenberg (* 1941), Pädagogin und Professorin für Didaktik der Biologie, die 2000 an die Universität Flensburg wechselte, wo sie 2005 emeritiert wurde.
- Helmut Reinicke (1941–2018),  Soziologe und Philosoph
- Uwe Appold (* 1942), Diplom-Designer, Bildhauer und Maler
- Margrit Siebert (* 1944), Tischtennisspielerin des TTC Ramsharde, deutsche Pokalsiegerin 1974
- Hauke Brunkhorst (* 1945), Erziehungswissenschaftler und Soziologe, der seit 1996 Soziologie als Professor an der Universität Flensburg lehrt.
- Matthias Janz (* 1947), Leiter des Flensburger Bachchors
- H. Dieter Neumann (* 1949), Roman-Autor, dessen Krimis über Segeln in Flensburg und auf der Flensburger Förde handeln
- Rötger Feldmann (* 1950) alias Brösel, deutscher Comiczeichner (Werner)
- Bea Lundt (* 1950), Historikerin, die seit 1998 als Professorin für Geschichte des Mittelalters und für Geschichtsdidaktik an der Universität Flensburg lehrt.
- Klaus Rave (* 1950), Honorarprofessor an der Flensburger Fachhochschule seit 2013
- Nasrin Siege (* 1950), Kinderbuchautorin, aufgewachsen in Flensburg und Hamburg

### Geboren ab 1951
- Gerhard Paul (* 1951), Historiker für Sozial- und Bildgeschichte, lehrt seit 1994 an der Universität Flensburg
- Robert Bohn (* 1952), Historiker, der seit 2001 Direktor der Einrichtung und Professor für mittlere und neuere Geschichte an der Europa-Universität Flensburg ist.
- Monika Kneip (* 1952), Tischtennisspielerin des TTC Ramsharde, deutsche Pokalsiegerin 1974
- Adelbert von Deyen (1953–2018), Musiker, Komponist, Maler und Grafiker
- Elin Fredsted (* 1953), Sprachwissenschaftlerin, die seit 2000 an der Europa-Universität Flensburg lehrt und über Petuh publizierte
- Werner Fröhlich (* 1953), Ökonom, Sozial- und Personalwissenschaftler, der 1994 einen Ruf auf die Professur für Allgemeine Betriebswirtschaftslehre an der Universität Flensburg erhielt
- Gerd Grözinger (* 1953), Ökonom und Soziologe, an das Internationale Institut für Management der Universität Flensburg wechselte, wo er 1999 in Volkswirtschaftslehre habilitierte.
- Olav Hohmeyer (* 1953), Ökonom und Professor für Energie- und Ressourcenwirtschaft an der Universität Flensburg
- Bernd Scherers (* 1953), Kirchenmusiker und Hochschullehrer, der 1994 zum Professor für Musikdidaktik an die Universität Flensburg berufen wurde.
- Heiner Dunckel (* 1954), Professor für Arbeits- und Organisationspsychologie an der Universität Flensburg seit 1996, seit 2017 Mitglied des Landtags von Schleswig-Holstein
- Michael Ruck (* 1954), Politikwissenschaftler und Zeithistoriker, der 2001 Universitätsprofessor und Direktor am Institut für Geschichte und ihre Didaktik der Universität Flensburg sowie 2006 auch am Institut für Politik und Wirtschaft und ihre Didaktik wurde.
- Kirsten Krüger (* 1955), Tischtennisspielerin des TTC Ramsharde, deutsche Pokalsiegerin 1974
- Uwe Danker (* 1956), Historiker, der 1994 Universitätsprofessor und Direktor am Institut für Geschichte und ihre Didaktik der Universität Flensburg wurde.
- Beatrix Niemeyer-Jensen (* 1957), Professorin für Erwachsenenbildung und Weiterbildung an der Europa-Universität Flensburg
- Wenzel Matiaske (* 1958), Professor für Allgemeine Betriebswirtschaftslehre an der Universität Flensburg von 2000 bis 2008
- Gert Postel (* 1958), Hochstapler „Dr. Dr. Bartholdy“
- Jürgen Schwier (* 1959), Sportwissenschaftler
- Stephan Panther (* 1961), Wirtschaftswissenschaftler und Hochschullehrer mit Professur für Internationale und Institutionelle Ökonomik mit Regionalschwerpunkt Spanien/Lateinamerika an der Universität Flensburg seit 2003
- Matthias Bauer (* 1962), Professor für Neuere deutsche Literaturwissenschaft an der Universität Flensburg seit 2007
- Jörn-Axel Meyer (* 1962), Universitätsprofessor und Wirtschaftsingenieur, der von 1997 bis 2002 Inhaber des ersten Universitätslehrstuhls für die BWL der kleinen und mittleren Unternehmen in Deutschland an der Universität Flensburg war.
- Daniel Jurgeleit (* 1963), Fußballtrainer beim SC Weiche Flensburg 08
- Charlotte Gaitanides (* 1965), Juristin und ehemalige Hochschullehrerin an der Europa-Universität Flensburg
- Kim Schmidt (* 1965), Comiczeichner
- Ansgar Hüning (* 1966), Sänger (Bariton)
- Johannes Woyke (* 1968), Professor für biblische Theologie und Religionspädagogik an der Europa-Universität Flensburg
- Andrea Paluch (* 1970), Lehrbeauftragte an der Europa-Universität Flensburg
- Lars Christiansen (* 1972), dänischer Handballer
- Peter Nikolaus Heikenwälder (* 1972), Maler und Grafiker mit Lehrauftrag für Malerei an der Europa-Universität Flensburg 2007/2008
- Gyde Callesen (* 1975), Schriftstellerin
- Krešimir Matijević (* 1975), Professor für Alte Geschichte und Geschichtsdidaktik an der Europa-Universität Flensburg
- Wladimir Klitschko (* 1976), ukrainischer Boxer, der im Herbst 1995 seine Boxkarriere in seiner Wahlheimat Deutschland beim Box-Bundesligisten BC Sparta Flensburg begann[7]
- Astrid Schwabe (* 1977), Juniorprofessorin für Public History sowie Historisches Lernen im Sachunterricht an der Europa-Universität Flensburg
- Christian Stolz (* 1977),  Geograph, Geomorphologe, Geoarchäologe und Hochschullehrer
- Laura Morgenthaler García (* 1979), Literaturwissenschaftlerin, Professorin für Spanische Sprachwissenschaften
- Mama Baer (* 1981), bildende Künstlerin
- Freddy Kiwitt (* 1990), Profi-Boxer, DGF Flensborg
- Fynn Großmann (* 1992), Jazzmusiker
- Kianusch Stender (* 1993), Politiker (SPD), lebt in Flensburg